# Casorzo
Casorzo é uma comuna italiana da região do Piemonte, província de Asti, com cerca de 687 habitantes. Estende-se por uma área de 12 km², tendo uma densidade populacional de 57 hab/km². Faz fronteira com Altavilla Monferrato (AL), Grana, Grazzano Badoglio, Montemagno, Olivola (AL), Ottiglio (AL), Vignale Monferrato (AL).

## Demografia
| Variação demográfica do município entre 1861 e 2011                               |
|                                                                                   |
| Fonte: Istituto Nazionale di Statistica (ISTAT) - Elaboração gráfica da Wikipedia |